# Jean-Claude Masangu
Jean-Claude Masangu-Mulongo (né le 18 août 1953 à Likasi) est un économiste congolais et gouverneur de la Banque centrale du Congo de 1997 à 2013.

## Carrière
Fils de Jacques Masangu-a-Mwanza, ambassadeur de la République démocratique du Congo aux Pays-Bas, il est diplômé de l'École internationale de Genève, du Worcester Polytechnic Institute (Massachusetts) et de la Louisiana State University.
Ancien directeur général de Citibank Zaïre, Jean-Claude Masangu est gouverneur de la Banque centrale du Congo depuis 1997. Il a été nommé par Laurent-Désiré Kabila et confirmé par Joseph Kabila en 2002 et 2008[réf. souhaitée]. Dès sa nomination, il a été l'artisan de la réforme monétaire  qui a vu la création du franc congolais.
D'octobre 2007 à octobre 2008, il a présidé au nom de la République démocratique du Congo le Groupe des vingt-quatre (G24) du Fonds monétaire international et a défendu à cette occasion les projets de réforme des institutions financières internationales lancées par le Directeur général du Fonds Dominique Strauss-Kahn.
En 2009, Jean-Claude Masangu Mulongo a publié aux éditions Prestige Communication (France) un livre, Pourquoi je crois au progrès de l'Afrique, retraçant son parcours et sa vision de l'Afrique et plus particulièrement de la République démocratique du Congo.

## Publications
- Pourquoi je crois au progrès de l'Afrique, 2009, Prestige Communication, France